# Давиташвили, Иосиф Симонович
Иосиф Симонович Давиташвили (груз. იოსებ სიმონის ძე დავითაშვილი) (род. 1 июля, 1850 года, село Руиси, Картли — ум. 13 марта, 1887 года, Телави) — грузинский поэт.

## Биография

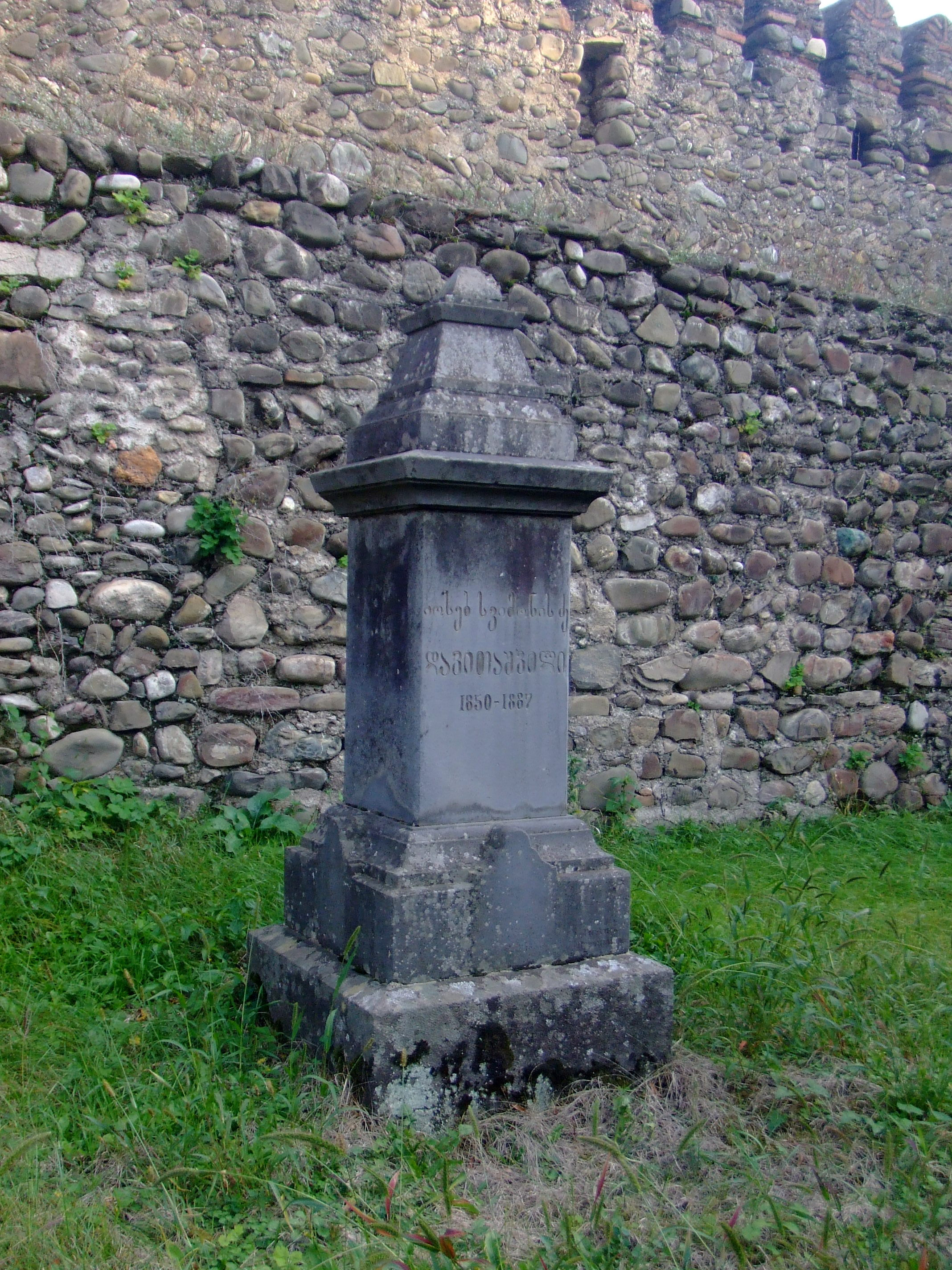
Могила Иосифа Давиташвили.

Иосиф Давиташвили родился в селе Руиси в Картли, в большой семье крепостного князя Цицишвили и жительницы города Гори Майи. Иосиф был младшим из пяти детей. В 1851 году, когда мальчику был всего лишь год, родители переехали в деревню Гардатени. В возрасте двенадцати лет его родители умерли, а за братом приглядывала старшая сестра, которая и обучила будущего поэта грамоте. На протяжении своей жизни Давиташвили был учеником плотника, дворовым князя Цицишвили, учеником резчика по камню и работником завода Зейцера, с которого его уволили из-за забастовки рабочих. Последние годы Давиташвили провёл в нищите. С 1886 года он жил в тёмном подвале в Телави, где подхватил воспаление лёгких и, пролежав пять дней, скончался.
В советское время имя Иосифа Давиташвили носила улица в Тбилиси (нынешнее название — Амаглеба)

## Творчество
Несмотря на короткий срок жизни, поэт успел оставить свой след в истории грузинской литературы. Поэзия Давиташвили полна искренности и непосредственности. Основным мотивом произведений Давиташвили является труд. В творчестве Давиташвили ощущается серьёзное влияние фольклорных тем и мотивов, которые поэт переработал.
По мнению поэта основой жизни населения был и есть труд, именно поэтому автор создаёт его культ. В произведении «Несчастье» рабочий говорит: «Я рабочий, сладок труд». Тема труда является главным мотивом почти всех произведений Давиташвили..
Трудимся и пашем землю, Доля под ярмом тяжка,

Праздным людям достаются Хлеб печёный и мука...
«Четыре времени года». Пер. Г. Цагарели.
Радует и глаз и сердце Тот, кто доблестен в труде!
Пер. Г. Цагарели.
Всё терплю, не зная страха. Выйдет солнце, жизнь тая.

И осветятся лучами Наши мрачные края!
«Любовь к родине». Пер. Г. Цагарели